# 馬諾傑·庫馬爾虐鼠案
馬諾杰·庫馬爾虐鼠案是一宗發生在2022年11月25日印度共和國布道恩市的動物虐殺事件。案件嫌疑人為當地一名為馬諾杰·庫馬爾（Manoj Kumar）的男性，檢方指控其以「殘忍的手段」虐殺了一隻老鼠。此事件的影音文本流傳印度國内互聯網社群，進而引起印度全國範圍内的討論。當地警方在經過五個月的調查後，以聯邦刑法第429條《虐待或致殘動物罪》等向法院對案件凶嫌提起公訴，后由當地法院審理至今。

## 事件經過
年齡約30歲的馬諾杰·庫馬爾為布當市一名陶瓷工，育有三女。他在2022年11月25日，用磚頭捆繞在一隻大鼠身上，而後將它置入水溝中，欲使其死亡。印度動保人士、支持動物人民協會分區主席维肯德拉·夏尔马剛好路過在現場，他在目睹此事后，跳入水溝嘗試解救老鼠，但牠仍于事後死亡。夏爾馬當時拍攝了影音視頻，在其公佈後隨即成爲網絡爆紅短片，引發印度社會關注此案。
夏爾馬而後協同其他幾名動保人士，携鼠尸前往當地警局，對庫馬爾提出動物虐殺的控訴；同時請求當地警局嚴格執行法律程序，對老鼠尸體检验。當地警方聞後受理此案，并在第一時間扣押案件嫌疑人，直至其五日后取保候審。因當地未有尸檢場所，因此警方將老鼠遺體移送至臨近縣份巴雷利印度兽医學研究中心，由該設施主任KP·辛格同阿肖克·库马尔、帕万·库马尔三位醫師驗屍。報告顯示，此鼠肝脏感染、肺部腫脹，患有肺炎，可能是污水進入肺部所引起的。根據顯微鏡檢測，其死因應非溺水，而是因肺部感染引起的窒息死亡。此次尸檢及遺體運輸費用由夏爾馬自願支付。
布當市警方在2023年4月份向當地法院提交了一份報告書，正式以《防止虐待动物法》及印度刑法第429条《虐待或致殘動物罪》起訴馬諾杰·庫馬爾。案件調查官拉杰什·亚达夫稱此報告書綜合了各方傳媒公佈的影片、不同部門的專家及驗尸報告，長達三十多頁。當地法院隨之受理，預計召開聽證會裁決此案。法律人士拉吉夫·库马尔·夏尔马指出，根據印度《防止虐待動物法》，被告可能面臨10卢比到2000卢比不等的罰款，或處以三年有期徒刑；若根據刑法第429條規定，則可判處五年有期徒刑。

## 案件議論
案件嫌疑人馬諾杰·庫馬爾對相關指控不以爲然，認爲自己殺害老鼠的行爲正當。 面對媒體時，庫馬爾拒絕接受采访；其父马图拉·普拉萨德認爲，老鼠同烏鴉都是一類有害動物，且此案老鼠多次對他們騷擾，啃咬陶胚，給他們帶來了經濟與精神方面的損失；并稱警方若執意對馬諾杰·庫馬爾采取法律行動，那麽也應該對屠宰羊、魚和鷄的人采取同樣的法律行動。還包括那些買賣毒鼠藥的。
當地林業部門官員則表示依據印度法律，單純的除鼠行為並不會被視作違反防止虐待動物法；但就此案而言，當事人行為已涉嫌違規。舉報人夏爾馬則以屠宰動物的流程舉例，如牛等動物在屠宰時，會首先用切斷靜脈等方式使其失去意識及行動能力，而後死亡；其之後的一系列肉品分割等屠宰程序，也需要遵循相應的法律；同樣的，在《防止動物虐待法》制定后，也應該遵循。 他强調“不會因殺了一種老鼠而提起告訴”而是“因其手段殘忍”。